# Stalać Grad
Stalać Grad (en serbe cyrillique : Сталаћ Град) est un village de Serbie situé dans la municipalité de Ćićevac, district de Rasina. Au recensement de 2011, il comptait 695 habitants.

## Démographie

### Évolution historique de la population
| 1948 | 1953  | 1961  | 1971  | 1981  | 1991 | 2002 | 2011 |
| ---- | ----- | ----- | ----- | ----- | ---- | ---- | ---- |
| 992  | 1 191 | 1 166 | 1 055 | 1 027 | 888  | 800  | 695  |

|  |